# Jong Tae-se
Đây là một tên người Triều Tiên, họ là Jeong.
Jong Tae-se (la-tinh hóa theo FIFA; tiếng Triều Tiên: 정대세, Hanja: 鄭大世, Hán-Việt: Trịnh Đại Thế, Chŏng Tae-se theo Triều Tiên, Jeong Dae-se  theo Hàn Quốc và Chong Tese (鄭大世 チョン・テセ chong tese) ở Nhật Bản và Đức), sinh ngày 2 tháng 3 năm 1984 tại Nagoya, tỉnh Aichi, Nhật Bản) là một cựu cầu thủ bóng đá người Cộng hòa Dân chủ Nhân dân Triều Tiên gốc Nhật Bản từng chơi ở vị trí tiền đạo. Anh là cầu thủ của Đội tuyển bóng đá quốc gia Cộng hòa Dân chủ nhân dân Triều Tiên với biệt danh "Rooney của nhân dân".

## Tiểu sử
Jong thuộc thế hệ người Nam Triều Tiên thứ ba được sinh ra tại Nagoya, Nhật Bản trong gia đình có cha mẹ mang quốc tịch Hàn Quốc. Mẹ anh xem mình là người Cộng hòa Dân chủ Nhân dân Triều Tiên và gửi anh đi học tại một trường Chongryon (hội người Triều Tiên tại Nhật) – các ngôi trường tư do chính phủ Cộng hòa Dân chủ nhân dân Triều Tiên tài trợ tại Nhật – nơi anh bắt đầu chơi bóng đá trong câu lạc bộ tiểu học. Sau khi tốt nghiệp trường Chongryon địa phương, anh tiếp tục học tại Đại học Triều Tiên, cũng là một trường đại học tư tại Tokyo do chính phủ Cộng hòa Dân chủ Nhân dân Triều Tiên tài trợ.
Jong sau này đã cố gắng chuyển quốc tịch của mình từ Hàn Quốc sang Cộng hòa Dân chủ nhân dân Triều Tiên, mặc dù anh chưa bao giờ sống tại nước này. Chính phủ Hàn Quốc, về mặt hình thức, không công nhận Cộng hòa Dân chủ nhân dân Triều Tiên là một quốc gia, đồng thời cũng không cho phép công dân có hai quốc tịch, vì thế Jong không thể từ bỏ quốc tịch của mình được. Chongryon, đại sứ quán trên thực tế của Cộng hòa Dân chủ nhân dân Triều Tiên tại Nhật, đã cấp hộ chiếu Cộng hòa Dân chủ nhân dân Triều Tiên cho anh. Nhờ vậy, anh đã đủ tiêu chuẩn theo luật của FIFA để chơi cho đội tuyển Cộng hòa Dân chủ nhân dân Triều Tiên dù là công dân Hàn Quốc đang định cư tại Nhật Bản. Như một bộ phim tài liệu về Jong trên truyền hình Hàn Quốc SBS, Jong chính thức là công dân Hàn Quốc, nhưng có hộ chiếu Cộng hòa Dân chủ nhân dân Triều Tiên.
Jong thành thạo tiếng Triều Tiên và tiếng Nhật. Anh cũng biết nói tiếng Bồ Đào Nha, nhờ học được từ các đồng đội người Brasil trong đội Kawasaki Frontale. Anh cũng nói được một ít tiếng Anh, do đã có thời gian thử việc tại Blackburn.

## Sự nghiệp câu lạc bộ
Sau khi gia nhập Kawasaki Frontale vào năm 2006, cầu thủ này nhanh chóng trở thành một trong những cầu thủ hay nhất của Kawasaki và là một trong những chân sút tốt nhất của giải đấu J-League. Trước khi rời Kawasaki, anh đã có 46 bàn trong 111 trận tại J-League cho câu lạc bộ. Jong đã từng tham gia thử việc tại câu lạc bộ Blackburn Rovers của Anh vào đầu năm 2010. Sau World Cup 2010, Jong gia nhập câu lạc bộ VfL Bochum của Đức với bản hợp đồng có thời hạn đến tháng 7 năm 2012 với điều khoản có thể ở lại đội bóng thêm 1 năm nữa. Ngày 20 tháng 7, anh đã chính thức ra mắt câu lạc bộ mới.
Anh có ngay cú đúp trong trận đấu đầu tiên cho Bochum tại 2. Fußball-Bundesliga vào ngày 23 tháng 8 năm 2010, giúp Bochum đánh bại TSV 1860 München 3-2. Trong thời gian thi đấu tại Bochum, Jong có được 14 bàn thắng sau 39 trận.
Sau một năm rưỡi thi đấu cho Bochum, anh chuyển đến FC Köln để thay thế cho tiền đạo Lukas Podolski bị chấn thương với một mức giá không được tiết lộ. Tuy nhiên anh đã không ghi được bàn thắng nào cho Köln sau 9 lần ra sân.
Ngày 10 tháng 1 năm 2013, Jong gia nhập câu lạc bộ Hàn Quốc Suwon Samsung Bluewings với phí chuyển nhượng 300.000 Euro. Anh trở thành cầu thủ CHDCND Triều Tiên thứ tư thi đấu tại giải đấu bóng đá cao nhất của Hàn Quốc.

## Sự nghiệp quốc tế
Jong xuất hiện lần đầu tiên trong các trận đấu quốc tế vào ngày 19 tháng 6 năm 2007, trong khuôn khổ vòng loại Giải vô địch bóng đá Đông Á 2008 thi đấu với Mông Cổ và ghi bàn đầu tiên trong sự nghiệp quốc tế trong trận đấu đó. Anh đã ghi tổng cộng 4 bàn trong trận thắng 7-0 của Cộng hòa Dân chủ nhân dân Triều Tiên. Jong cũng chơi tại Giải vô địch bóng đá Đông Á 2008 và ghi được hai bàn trong ba trận thi đấu của CHDCND Triều Tiên, nhận được giải thưởng cầu thủ ghi bàn nhiều nhất cùng với Park Chu-Young, Yeom Ki-Hun và Koji Yamase. Jong cũng nổi tiếng vì thường khóc khi quốc thiều CHDCND Triều Tiên được xướng lên trước trận đấu.
Jong cũng thi đấu tại Vòng loại giải vô địch bóng đá thế giới 2010 khu vực châu Á và góp công giúp đội tuyển có mặt tại giải vô địch bóng đá thế giới lần đầu tiên sau 44 năm. Jong chơi trận đầu tiên cho Cộng hòa Dân chủ nhân dân Triều Tiên tại World Cup trong trận đấu với Brasil, và đã kiến thiết cho Ji Yun-Nam ghi bàn thắng cho Triều Tiên trong trận đấu thất bại 2–1.
Jong tiếp tục có tên trong đội hình đội tuyển CHDCND Triều Tiên tham dự Cúp bóng đá châu Á 2011 tại Qatar. Jong đã thi đấu cả ba trận vòng bảng nhưng đội tuyển Triều Tiên đã rời giải ngay sau vòng bảng với chỉ 1 điểm và không ghi được bàn thắng nào. Sau giải đấu này, Jong Tae-Se tuyên bố chia tay đội tuyển Triều Tiên sau 4 năm gắn bó, tổng cộng anh đã 33 lần ra sân và ghi được 15 bàn thắng.

## Thống kê sự nghiệp

### Câu lạc bộ
Tính đến ngày 1 tháng 1 năm 2021.
| Câu lạc bộ              | Câu lạc bộ          | Câu lạc bộ          | Giải đấu | Giải đấu | Cúp quốc gia | Cúp quốc gia | Cúp liên đoàn | Cúp liên đoàn | Châu lục | Châu lục | Tổng cộng | Tổng cộng |
| Mùa giải                | Câu lạc bộ          | Giải đấu            | Trận     | Bàn      | Trận         | Bàn          | Trận          | Bàn           | Trận     | Bàn      | Trận      | Bàn       |
| ----------------------- | ------------------- | ------------------- | -------- | -------- | ------------ | ------------ | ------------- | ------------- | -------- | -------- | --------- | --------- |
| Kawasaki Frontale       | 2006                | J1 League           | 16       | 1        | 2            | 2            | 4             | 0             | —        | —        | 22        | 3         |
| Kawasaki Frontale       | 2007                | J1 League           | 24       | 12       | 4            | 3            | 5             | 2             | 7        | 2        | 40        | 19        |
| Kawasaki Frontale       | 2008                | J1 League           | 33       | 14       | 2            | 0            | 4             | 1             | —        | —        | 39        | 15        |
| Kawasaki Frontale       | 2009                | J1 League           | 29       | 14       | 4            | 3            | 5             | 2             | 9        | 2        | 47        | 21        |
| Kawasaki Frontale       | 2010                | J1 League           | 10       | 5        | —            | —            | —             | —             | 3        | 1        | 13        | 6         |
| Kawasaki Frontale       | Tổng cộng           | Tổng cộng           | 112      | 46       | 12           | 8            | 18            | 5             | 19       | 5        | 161       | 64        |
| VfL Bochum              | 2010–11             | 2. Bundesliga       | 25       | 10       | 1            | 0            | 0             | 0             | —        | —        | 26        | 10        |
| VfL Bochum              | 2011–12             | 2. Bundesliga       | 14       | 4        | 2            | 1            | 0             | 0             | —        | —        | 16        | 5         |
| VfL Bochum              | Tổng cộng           | Tổng cộng           | 39       | 14       | 3            | 1            | 0             | 0             | 0        | 0        | 42        | 15        |
| 1. FC Köln              | 2011–12             | Bundesliga          | 5        | 0        | 0            | 0            | 0             | 0             | —        | —        | 5         | 0         |
| 1. FC Köln              | 2012–13             | 2. Bundesliga       | 5        | 0        | 1            | 0            | 0             | 0             | —        | —        | 6         | 0         |
| 1. FC Köln              | Tổng cộng           | Tổng cộng           | 10       | 0        | 1            | 0            | 0             | 0             | 0        | 0        | 11        | 0         |
| Suwon Samsung Bluewings | 2013                | K League 1          | 23       | 10       | 0            | 0            | —             | —             | —        | —        | 23        | 10        |
| Suwon Samsung Bluewings | 2014                | K League 1          | 28       | 7        | 0            | 0            | —             | —             | —        | —        | 28        | 7         |
| Suwon Samsung Bluewings | 2015                | K League 1          | 21       | 6        | 0            | 0            | —             | —             | —        | —        | 21        | 6         |
| Suwon Samsung Bluewings | Tổng cộng           | Tổng cộng           | 72       | 23       | 0            | 0            | 0             | 0             | 0        | 0        | 72        | 23        |
| Shimizu S-Pulse         | 2015                | J1 League           | 13       | 4        | 0            | 0            | —             | —             | —        | —        | 13        | 4         |
| Shimizu S-Pulse         | 2016                | J2 League           | 37       | 26       | 1            | 1            | —             | —             | —        | —        | 38        | 27        |
| Shimizu S-Pulse         | 2017                | J1 League           | 23       | 10       | 1            | 0            | 2             | 0             | —        | —        | 26        | 10        |
| Shimizu S-Pulse         | 2018                | J1 League           | 18       | 3        | 2            | 0            | 6             | 3             | —        | —        | 26        | 6         |
| Shimizu S-Pulse         | 2019                | J1 League           | 13       | 2        | 1            | 0            | 5             | 0             | —        | —        | 19        | 2         |
| Shimizu S-Pulse         | 2020                | J1 League           | 2        | 0        | 2            | 0            | 0             | 0             | —        | —        | 4         | 0         |
| Shimizu S-Pulse         | Tổng cộng           | Tổng cộng           | 106      | 45       | 7            | 1            | 13            | 3             | 0        | 0        | 126       | 49        |
| Albirex Niigata         | 2020                | J2 League           | 26       | 9        | 0            | 0            | —             | —             | —        | —        | 26        | 9         |
| Machida Zelvia          | 2021                | J2 League           | 0        | 0        | 0            | 0            | —             | —             | —        | —        | 0         | 0         |
| Tổng cộng sự nghiệp     | Tổng cộng sự nghiệp | Tổng cộng sự nghiệp | 365      | 137      | 23           | 10           | 31            | 8             | 19       | 5        | 438       | 160       |

### Quốc tế
| CHDCND Triều Tiên | CHDCND Triều Tiên | CHDCND Triều Tiên |
| Năm               | Trận              | Bàn               |
| ----------------- | ----------------- | ----------------- |
| 2007              | 3                 | 8                 |
| 2008              | 10                | 3                 |
| 2009              | 7                 | 1                 |
| 2010              | 5                 | 3                 |
| 2011              | 8                 | 0                 |
| Tổng cộng         | 33                | 15                |

### Bàn thắng quốc tế
| #   | Ngày                 | Địa điểm                                                        | Đối thủ           | Bàn thắng | Kết quả | Giải đấu                 |
| --- | -------------------- | --------------------------------------------------------------- | ----------------- | --------- | ------- | ------------------------ |
| 1.  | 19 tháng 6 năm 2007  | Sân vận động Ma Cao, Ma Cao, Trung Quốc                         | Mông Cổ           | 2–0       | 7–0     | Vòng loại EAFF Cup 2008  |
| 2.  | 19 tháng 6 năm 2007  | Sân vận động Ma Cao, Ma Cao, Trung Quốc                         | Mông Cổ           | 3–0       | 7–0     | Vòng loại EAFF Cup 2008  |
| 3.  | 19 tháng 6 năm 2007  | Sân vận động Ma Cao, Ma Cao, Trung Quốc                         | Mông Cổ           | 4–0       | 7–0     | Vòng loại EAFF Cup 2008  |
| 4.  | 19 tháng 6 năm 2007  | Sân vận động Ma Cao, Ma Cao, Trung Quốc                         | Mông Cổ           | 6–0       | 7–0     | Vòng loại EAFF Cup 2008  |
| 5.  | 21 tháng 6 năm 2007  | Sân vận động Ma Cao, Ma Cao, Trung Quốc                         | Ma Cao            | 2–0       | 7–1     | Vòng loại EAFF Cup 2008  |
| 6.  | 21 tháng 6 năm 2007  | Sân vận động Ma Cao, Ma Cao, Trung Quốc                         | Ma Cao            | 3–0       | 7–1     | Vòng loại EAFF Cup 2008  |
| 7.  | 21 tháng 6 năm 2007  | Sân vận động Ma Cao, Ma Cao, Trung Quốc                         | Ma Cao            | 5–0       | 7–1     | Vòng loại EAFF Cup 2008  |
| 8.  | 21 tháng 6 năm 2007  | Sân vận động Ma Cao, Ma Cao, Trung Quốc                         | Ma Cao            | 6–1       | 7–1     | Vòng loại EAFF Cup 2008  |
| 9.  | 17 tháng 2 năm 2008  | Trung tâm Thể thao Olympic Trùng Khánh, Trùng Khánh, Trung Quốc | Nhật Bản          | 1–0       | 1–1     | EAFF Cup 2008            |
| 10. | 20 tháng 2 năm 2008  | Trung tâm Thể thao Olympic Trùng Khánh, Trùng Khánh, Trung Quốc | Hàn Quốc          | 1–1       | 1–1     | EAFF Cup 2008            |
| 11. | 15 tháng 10 năm 2008 | Sân vận động Azadi, Tehran, Iran                                | Iran              | 1–2       | 1–2     | Vòng loại World Cup 2010 |
| 12. | 27 tháng 8 năm 2009  | Sân vận động World Games, Cao Hùng, Đài Loan                    | Đài Bắc Trung Hoa | 1–0       | 2–1     | Vòng loại EAFF Cup 2010  |
| 13. | 25 tháng 5 năm 2010  | Cashpoint-Arena, Altach, Áo                                     | Hy Lạp            | 1–1       | 2–2     | Giao hữu                 |
| 14. | 25 tháng 5 năm 2010  | Cashpoint-Arena, Altach, Áo                                     | Hy Lạp            | 2–2       | 2–2     | Giao hữu                 |
| 15. | 6 tháng 6 năm 2010   | Sân vận động Makhulong, Tembisa, Nam Phi                        | Nigeria           | 1–2       | 1–3     | Giao hữu                 |